# 野瀬正儀
野瀬 正儀（のせ まさのり、1911年（明治44年）2月16日 - 2002年（平成14年）7月17日）は、昭和から平成時代の土木工学者。実業家。電源開発副総裁。

## 経歴
兵庫県出身。1936年（昭和11年）東京帝国大学工学部土木工学科を卒業し、富士電力、日本発送電を経て、関西電力に入社する。
水力計画課長、建設部次長を経て、1954年（昭和29年）電源開発土木部次長に出向し、佐久間、御母衣ダムなどの建設にあたる。
1959年（昭和34年）関西電力へ移り黒四建設事務所長として黒四ダムを完成させる。のち同社支配人、常務、1971年（昭和46年）専務取締役を経て、1975年（昭和50年）電源開発副総裁、1983年（昭和58年）退任。
ほか、日本大ダム会議会長、国際大ダム会議副総裁、土木学会会長などを歴任した。

## 受賞
- 1962年（昭和37年） - 朝日賞（黒部川第四発電所建設事務所の代表として受賞）[2]
- 1986年（昭和61年） - 土木学会功績賞[2]

## 栄典
勲章等
- 1973年（昭和48年） - 藍綬褒章[2]